# Nikita Mazepin
Nikita Dmitrijevič Mazepin (rus. Ники́та Дми́триевич Мазе́пин) (Moskva, Rusija, 2. ožujka 1999.) je ruski vozač automobilističkih utrka, a trenutno se natječe u Formuli 1 za momčad Haas F1 Team

## Početak utrkivanja

### Karting
Nikita Mazepin se utrkivao u kartingu od 2011. do 2014. Prvi veći uspjeh ostvario je 2012. u kategoriji Copa Campeones Trophy KF3, kada je osvojio četvrto mjesto u konačnom poretku vozača. Sljedeće godine osvaja četvrto mjesto u WSK Super Master Series - KFJ prvenstvu, a 2014. ostvaruje najbolji rezultat u kartingu, kada u kategoriji CIK-FIA World Championship - KF za momčad Tony Kart Racing Team osvaja titulu viceprvaka iza Landa Norrisa.

### MRF Challange Formula 2000
Nakon što je odvezao posljednju sezonu u kartingu 2014., Mazepin je iste godine debitirao u jednosjedu u MRF Challenge Formula 2000 prvenstvu u sezoni 2014./15 u Dallarinom bolidu s Renaultovim motorom. Sezona se sastojala od tri runde po četiri utrke na svakoj rundi, no Mazepin je odvezao samo jednu rundu, odnosno četiri utrke na stazi Losail 17. i 18. listopada. Na prvoj utrci je stigao do prvih bodova, a na drugoj utrci do prvog postolja. Sezonu je završio na 10. mjestu s 36 bodova.

### Toyota Racing Series
Godine 2015., Mazepin se utrkivao u Toyota Racing Series prvenstvu za momčad ETEC Motorsport. Momčadski kolege su mu bili Matteo Ferrer, Thomas Randle i Callum Illot. Sezona je počela 17. siječnja, a sastojala se od pet rundi, s tim da su na četiri runde vožene po tri utrke, dok su na jednoj rundi vožene četiri utrke. Nakon što je na prvoj utrci na stazi Ruapuna Park odustao, Mazepin je na istoj stazi na drugoj utrci završio na 13. mjestu, što mu je donijelo prve bodove u sezoni. Od ukupno 16 utrka, Rus nije završio njih četiri. Ostalih 12 utrka je završio u bodovima, što ustvari i nije bio neki pothvat, s obzirom na to da se radi o natjecanju dvadeset vozača, gdje bodove osvaja njih - dvadeset. Mazepin je najbolji rezultat ostvario na trećoj utrci treće runde na stazi Hampton Park, kada je utrku završio na osmom mjestu. S 304 osvojena boda, Mazepin je sezonu završio na 18. mjestu u ukupnom poretku vozača.

### Formula Renault
Nikita Mazepin se 2015. i 2016. natjecao u dvije kategorije Formule Renault.

#### Sjevernoeuropska Formula Renault 2.0
Mazepin se 2015. utrkivao i u Sjevernoeuropskoj Formuli Renault 2.0. Vozio je za momčad Josef Kaufmann Racing, a momčadski kolege su mu bili Louis Delétraz, Kevin Jörg i Dries Vanthoor. Sezona se sastojala od sedam rundi, s po dvije utrke na pet rundi i tri utrke na dvije runde. Na prvoj utrci prve runde, koja se vozila 11. travnja na Monzi, Mazepin je osvojio prve bodove. U natjecanju u kojem prvih 20 vozača osvaja bodove, Mazepin je na svim utrkama koje je završio, osvojio bodove, a najbolji plasman je ostvario na trećoj utrci treće runde, na Red Bull Ringu 7. lipnja, kada je osvojio 3. mjesto. S osvojenih 125,5 bodova, Mazepin je završio na 12. mjestu u ukupnom poretku vozača, iza svih svojih momčadskih kolega. Delétraz je osvojio naslov prvaka, Jörg naslov viceprvaka, a Vanthoor je s jednom pobjedom osvojio 6. mjesto.

#### Eurocup Formula Renault 2.0
U Eurocup Formuli Renault 2.0 prvenstvu, Mazepin je nastupio 2015. kao gostujući vozač za momčad Josef Kaufmann Racing, te nije mogao osvajati bodove. Nastupio je na po dvije utrke na drugoj i trećoj rundi na Spa-Francorchampsu i Hungaroringu, te na tri utrke četvrte runde na Silverstoneu. Najbolji rezultat je ostvario na drugoj utrci na Silverstoneu kada je završio na 12. mjestu.
Sljedeće 2016., Rus je vozio Renaultov FR 2.0-10 bolid za momčad AVF by Adrián Vallés. U prvoj rundi na Aragónu, koja je brojala tri utrke, Mazepin nije nastupio. Natjecanju se pridružio na četvrtoj utrci prvenstva u Monaku, kao zamjena za sunarodnjaka Nersesa Isaakjana. U svojoj prvoj utrci u sezoni, Mazepin je osvojio 5. mjesto, što mu je bio najbolji rezultat sezone. Do kraja je još nastupao na tri utrke četvrte runde na Monzi, gdje mu je najbolji plasman bilo 8. mjesto u drugoj utrci u Italiji. Na sljedećih osam utrka nije nastupao. Osvojio je ukupno 11 bodova i zauzeo 16. mjesto u ukupnom poretku vozača.

### Formula 3
Nikita Mazepin se utrkivao u četiri kategorije Formule 3. U Europskoj Formuli 3 se utrkivao 2016. i 2017., u Britanskoj Formuli 3 se natjecao 2016., u GP3 Series prvenstvu 2018., a u Azijskoj Formuli 3 u sezoni 2019./20.

#### Europska Formula 3
U svojoj prvoj sezoni Europske Formule 3 2016., Mazepin je vozio Dallarin F316/018 bolid s Mercedesovim motorom za momčad Hitech Grand Prix, a momčadski kolege su mu bili George Russell, Ben Barnicoat i Alexander Sims. Sezona se sastojala od 30 utrka, odnosno 10 rundi od kojih se na svakoj vozilo po tri utrke. Mazepin je upisao prve bodove na trećoj utrci prve runde na Paul Ricardu, kada je osvojio 10. mjesto. Na treningu za prvu utrku druge runde na Hungaroringu, došlo je do incidenta između Mazepina i Calluma Ilotta u Van Amersfoort Racingu, kada je Ilott u jednom trenutku zametao Mazepinu. Nakon što je trening završio, Mazepin je izašao iz bolida i prišao Ilottu, a nakon kratke razmjene riječi, Mazepin je udario Ilotta. Nakon što su dva vozača bila razdvojena, Mazepin je ponovo nasrnuo na Ilotta, koji je zadobio povredu čeljusti, posjekotine na obrazu i vratu, te modricu na oku. Suci među kojim je bio i Emanuele Pirro, kaznili su Mazepina sa zabranom nastupa na jednoj utrci. Frits van Amersfoort, šef Ilottove momčadi, nazvao je kaznu blagom i sramotnom, tvrdeći da je prva Mazepinova reakcija mogla biti emocionalna i ishitrena, ali onda su dva vozača bila odvojena, te je Ilott ponovno napadnut.
Na sljedećih sedamnaest utrka, Mazepin nije osvajao bodove, a onda je 8. mjestom na trećoj utrci sedme runde na Spa-Francorchampsu ponovo osvojio bodove. Posljednje bodove osvojio je na prvoj i drugoj utrci posljednje runde na Hockenheimringu. S 10 bodova, Mazepin je osvojio 20. mjesto u ukupnom poretku vozača.
Sljedeće 2017., Mazepin je ostao u istoj momčadi, vozeći isti bolid kao prethodne sezone, no dobio je troje novih momčadskih kolega; Ralfa Arona, Tadasukea Makina i Jakea Hughesa. I ovoga puta sezona je sadržavala 30 utrka. Prve bodove osvojio je na trećoj utrci prve runde na Silverstoneu, a prvo postolje na prvoj utrci šeste runde na Spa-Francorchampsu. Do kraja sezone osvojio je još dva postolja na devetoj rundi na Red Bull Ringu. S osvojenih 108 bodova, Mazepin je završio na 10. mjestu u ukupnom poretku vozača.

#### Britanska Formula 3
Mazepin je 2016. bio usredotočen na Europsku Formulu 3, pa je u Britanskoj Formuli 3 odvezao tek tri utrke sedme runde na Snettertonu za momčad Carlin. Ostvario je jednu pobjedu i dva 8. mjesta, te sezonu završio na 23. mjestu ukupnog poretka s 51 osvojenim bodom.

#### GP3 Series
Godine 2018. Mazepin se utrkivao u GP3 seriji za momčad ART Grand Prix. Vozio je bolid Dallara GP3/16 s Mecachrome 3.4 V6 motorom, a momčadski kolege su mu bili Callum Ilott, Anthoine Hubert i Jake Hughes. Sezona se sastojala od devet rundi, na kojima su se vozile po dvije utrke, a započela je 12. svibnja na stazi Barcelona-Catalunya. Rus je na prvoj utrci stigao do prve pobjede ispred momčadskog kolege Huberta, dok je drugu utrku na istoj stazi završio na desetom mjestu. Na prvoj utrci druge runde na Paul Ricardu, situacija je bila obrnuta, te je Hubert pobijedio ispred Mazepina. Nakon što je Nikita završio na 7. mjestu na drugoj utrci treće runde na Red Bull Ringu, uslijedilo je još jedno postolje na Silverstoneu - drugo mjesto još jednom iza Huberta. Na prvoj utrci pete runde na Hungaroringu, Mazepin stiže do druge pobjede, a na drugoj utrci šeste runde na Spa-Francorchampsu i do treće pobjede u sezoni. Nakon toga uslijedila su još dva postolja na Monzi i Sočiju, a na posljednjoj utrci posljednje devete runde na Yas Marini koja se vozila 25. studenog, Mazepin je stigao do četvrte pobjede u GP3 seriji. S osvojenih 198 bodova, Rus je osvojio titulu viceprvaka iza momčadskog kolege i prvaka Anthoinea Huberta, koji je osvojio 16 bodova više od Rusa.

#### Azijska Formula 3
Između dva prvenstva Formule 2 2019. i 2020., Mazepin je nastupao u Azijskoj Formuli 3 za momčad Hitech Grand Prix. Momčadski kolege su mu bili Jake Hughes, Alessio Deledda i Ukyo Sasahara. Sezona koja se sastojala od pet rundi, na kojima su se vozile po tri utrke, počela je 13. prosinca 2019. na Sepangu, a završila 23. veljače 2020. na Changu. Mazepin je na prvoj utrci osvojio prve bodove, a na drugoj utrci i prvo postolje. Uslijedile su tri utrke na stazi Dubai koja je bila druga runda, na kojima je Rus osvojio bodove. Na prvoj utrci treće runde na Yas Marini, Mazepin je ciljem prošao kao drugoplasirani, no kako je njegov momčadski kolega i pobjednik Sasahara bio gostujući vozač, te nije mogao osvajati bodove, pobjeda je pripala Mazepinu. Još jedno postolje osvojio je na trećoj utrci na Yas Marini i na četvrtoj rundi, koja se vozila također na Sepangu. S osvojenih 186 bodova, Mazepin je završio na 3. mjestu konačnog poretka vozača.

## Formula 2

### ART Grand Prix (2019.)
2019.
Dana 27. studenog 2018. objavljeno je da će Mazepin debitirati u FIA Formula 2 prvenstvu za momčad ART Grand Prix. Dan kasnije objavljeno je da će mu momčadski kolega biti Nyck de Vries, koji je u ART Grand Prix došao iz momčadi Pertamina Prema
Theodore Racing. Sezona 2019. je sadržavala 12 rundi, na kojima su se vozile po dvije utrke, a započela je 30. ožujka na stazi Sakhir. Debitantska sezona u Formuli 2 za Mazepina je bila katastrofalna. Prvu utrku je završio na posljednjem mjestu, dok je druga utrka bila nešto bolja, no daleko od osvajanja bodova. Prve bodove, Rus je osvojio na prvoj utrci druge runde koja se vozila na stazi Baku, kada je završio na osmom mjestu. Nakon što nije osvojio bodove na trećoj rundi u Barceloni, Mazepin je prvo upisao bodove na prvoj utrci u Monaku, a potom i na drugoj utrci na istoj stazi. Rus je prvu utrku u Monako završio na 11. mjestu, no nakon što je drugoplasirani Luca Ghiotto diskvalificiran, Mazepin je osvojio posljednji bod u utrci. Nakon toga uslijedile su runde na Paul Ricardu, Red Bull Ringu, Silverstoneu, Hungaroringu, Spa-Francorchampsu i Monzi, gdje Mazepin nije osvojio niti jedan bod, s tim da je prva utrka na Spa-Francorchampsu prekinuta, a druga otkazana zbog pogibije Anthoinea Huberta. Mazepin se vratio osvajanju bodova na prvoj utrci jedanaeste runde na Sočiju, kada je osvojio još jedno osmo mjesto. Posljednje bodove u sezoni, Rus je osvojio desetim mjesto na prvoj utrci dvanaeste runde na Yas Marini. S osvojenih 11 bodova, Mazepin je završio na 18. mjestu konačnog poretka vozača, dok je njegov momčadski kolega Nyck de Vries s 266 bodova osvojio naslov prvaka.

### Hitech Grand Prix (2020.)
2020.

## Formula 1
Dana 1. prosinca 2020., potvrđeno je da će se Mazepin natjecati u Formuli 1 2021. za momčad Haas F1 Team.

### Haas (2021.)
2021.

## Rezultati
| Sezona            | Prvenstvo                            | Momčad                | Šasija                | Motor           | Utrke | Pobjede | Podiji | Bodovi | Plasman |
| ----------------- | ------------------------------------ | --------------------- | --------------------- | --------------- | ----- | ------- | ------ | ------ | ------- |
| 2014./15.         | MRF Challenge Formula 2000           | MRF Racing            | Dallara Formulino Pro | Renault         | 4     | 0       | 1      | 36     | 10.     |
| 2015.             | Sjevernoeuropska Formula Renault 2.0 | Josef Kaufmann Racing | Tatuus FR2.0/13       | Renault Sport   | 16    | 0       | 1      | 125,5  | 12.     |
| 2015.             | Eurocup Formula Renault 2.0          | Josef Kaufmann Racing | Renault FR 2.0-10     | Renault F4R 832 | 7     | 0       | 0      | 0*     | –       |
| 2015.             | Toyota Racing Series                 | ETEC Motorsport       | Tatuus FT-50          | Toyota 2ZZ-GE   | 16    | 0       | 0      | 304    | 18.     |
| 2016.             | Europska Formula 3                   | Hitech Grand Prix     | Dallara F315          | Mercedes        | 30    | 0       | 0      | 10     | 20.     |
| 2016.             | Eurocup Formula Renault 2.0          | AVF                   | Renault FR 2.0-10     | Renault F4R 832 | 4     | 0       | 0      | 11     | 16,     |
| 2016.             | BRDC Britanska Formula 3             | Carlin                | Tatuus F4-016         | Cosworth        | 3     | 1       | 1      | 51     | 23.     |
| 2017.             | FIA Europska Formula 3               | Hitech Grand Prix     | Dallara F317          | Mercedes        | 30    | 0       | 3      | 108    | 10.     |
| 2018.             |                                      |                       |                       |                 |       |         |        |        |         |
| GP3 Series        | ART Grand Prix                       | Dallara GP3/16        | Mecachrome 3.4 V6     | 18              | 4     | 8       | 198    | 2.     |         |
| 2019.             | FIA Formula 2 prvenstvo              | ART Grand Prix        | Dallara F2 2018       | Mecachrome 3.4  | 22    | 0       | 0      | 11     | 18.     |
| 2019./20.         |                                      |                       |                       |                 |       |         |        |        |         |
| Azijska Formula 3 | Hitech Grand Prix                    | Tatuus F3 T-318       | Alfa Romeo            | 15              | 1     | 4       | 186    | 3.     |         |
| 2020.             | FIA Formula 2 prvenstvo              | Hitech Grand Prix     | Dallara F2 2018       | Mecachrome 3.4  | 24    | 2       | 6      | 164    | 5.      |
| 2021.             | FIA Svjetsko prvenstvo Formule 1     | Haas F1 Team          | Haas VF-21            | Ferrari         | 12    | 0       | 0      | 0      | 20.     |

## Vanjske poveznice
- Nikita Mazepin - Driver Database
- Nikita Mazepin - Stats F1
- Nikita Mazepin - Official website